# Zijderups (boek)
Zijderups (Engels:The Silkworm) is een detectiveroman geschreven door de Britse schrijfster J.K. Rowling, gepubliceerd op 19 juni 2014 onder het pseudoniem Robert Galbraith.

## Plot
Owen Quine, een romanschrijver wordt vermist, nadat zijn literairagent hem heeft verteld dat zijn nieuwe boek niet-uitgeefbaar is. Quine verdwijnt regelmatig wanneer hij kwaad is, maar deze keer is hij langer weg dan anders. Owens vrouw Leonora huurt Strike in om haar man terug te vinden. Strike komt al snel tot de ontdekking dat Quine kort na zijn verdwijning op dezelfde gruwelijke wijze om het leven is gebracht als het hoofdpersonage in diens laatste boek, dat volstaat met onthullende portretten van zijn vrienden en kennissen uit de literaire wereld.

## Vervolg
In 2015 verscheen Career of evil, vertaald als Het Slechte Pad. Het boek is het derde in de Cormoran Strike-reeks.